# James Ferrier
James Ferrier, né le 22 octobre 1800 dans le Fife en Écosse et mort le 30 mai 1888 à Montréal, est un homme politique québécois.
Il est le 4e maire de Montréal, œuvrant de 1844 à 1846.

## Biographie

### Commerce
James Ferrier est né le 22 octobre 1800 dans le Fife,,, une région côtière située à l'est de l'Écosse. Il travaille dans une maison de commerce de Perth en Écosse avant de s’établir à Montréal en 1821. Pendant dix-huit mois, il expérimente le commerce montréalais chez un marchand et ouvre ensuite son propre magasin.
En 1836, James Ferrier se retire du commerce ayant amassé une grande fortune. Ce capital lui permet de se lancer dans le domaine financier et de participer à la plupart des industries majeures du XIXe siècle (entre autres avec Hugh Allan). Il est également l’un des acteurs importants dans le développement de l’entreprise ferroviaire au pays. Il est notamment président du chemin à rails de Montréal et de Lachine entre 1846 et 1851, et membre du conseil administratif de la Compagnie du Grand Tronc.

### Politique
Il fait son entrée en politique en 1841 alors qu’il est nommé par le gouverneur conseiller municipal de Montréal. En 1844, il est élu échevin dans le Quartier Est. Il se démarque par son opposition évidente au nationalisme canadien-français.
En 1846, il quitte ses fonctions de maire et devient membre du Conseil législatif, puis membre du sénat à partir de 1867 jusqu'à sa mort.
Il a joué un rôle important notamment dans les premières réflexions pour le développement de l'Avenue McGill College, l'amorce de la construction du Marché Bonsecours et la municipalisation du réseau de l’aqueduc dont l’idée toutefois revient à son prédécesseur Joseph Bourret. Il sera un ardent défenseur de la tempérance et de la prohibition.
Originaires d'Écosse, il s'implique à titre de président de 1847 à 1848 dans la St. Andrew's Society of Montreal faisant la promotion de la culture écossaise à Montréal. Il fut chancelier de l'université McGill de 1884 à 1888